# Championnat féminin des clubs de l'AFC 2021
Navigation
Édition précédente Édition suivante
Le championnat féminin des clubs de l'AFC 2021 est la deuxième édition de la plus importante compétition inter-clubs asiatique de football féminin. La compétition est un pilote de la future Ligue des champions féminine que l'AFC prévoit de lancer en 2023.
La compétition est remportée par le club jordanien de l'Amman Club.

## Format
À l'origine, huit équipes sont prévues, réparties en deux zones géographiques, l'Asie de l'Est (Thaïlande, Vietnam, Myanmar et Taïwan) et l'Asie de l'Ouest (Jordanie, Iran, Ouzbékistan et Inde). Dans chacune de ces zones, quatre équipes s'affrontent dans une poule unique. Finalement, en raison de la pandémie de Covid-19, la compétition est annulée en Asie de l'Est.
En cas d'égalité, les clubs sont départagés de la façon suivante :
- nombre de points en face à face
- différence de buts particulière
- nombre de buts inscrits en face à face

## Participants
| Pays        | Club                 |
| ----------- | -------------------- |
| Inde        | Gokulam Kerala FC    |
| Iran        | Shahrdari Sirdjan FC |
| Jordanie    | Amman Club           |
| Ouzbékistan | FK Bunyodkor         |

## Résultats
| Rang | Équipe               | Pts | J | G | N | P | Bp | Bc | Diff |  | Résultats            |  |     |     |     |
| ---- | -------------------- | --- | - | - | - | - | -- | -- | ---- |  | -------------------- |  | --- | --- | --- |
| 1    | Amman Club           | 6   | 3 | 2 | 0 | 1 | 4  | 3  | +1   |  | Amman Club           |  | 2-1 | 2-1 | 0-1 |
| 2    | Shahrdari Sirdjan FC | 6   | 3 | 2 | 0 | 1 | 4  | 3  | +1   |  | Shahrdari Sirdjan FC |  |     | 1-0 | 2-1 |
| 3    | Gokulam Kerala FC    | 3   | 3 | 1 | 0 | 2 | 4  | 4  | 0    |  | Gokulam Kerala FC    |  |     |     | 3-1 |
| 4    | FK Bunyodkor         | 3   | 3 | 1 | 0 | 2 | 3  | 5  | -2   |  | FK Bunyodkor         |  |     |     |     |

## Meilleures buteuses
| Rang | Joueuse                 | Club                 | Buts |
| ---- | ----------------------- | -------------------- | ---- |
| 1    | Elshaddai Acheampong    | Gokulam Kerala FC    | 2    |
| 1    | Afsaneh Chatrenoor (en) | Shahrdari Sirdjan FC | 2    |
| 1    | Maysa Jbarah            | Amman Club           | 2    |
| 1    | Dildora Nozimova (en)   | FK Bunyodkor         | 2    |
| 5    | Zahra Alizadeh          | Shahrdari Sirdjan FC | 1    |
| 5    | Shahnaz Jebreen (en)    | Amman Club           | 1    |
| 5    | Manisha Kalyan (en)     | Gokulam Kerala FC    | 1    |
| 5    | Roghayeh Jalal Nasab    | Shahrdari Sirdjan FC | 1    |
| 5    | Samia Aouni (en)        | Amman Club           | 1    |
| 5    | Karen Páez (es)         | Gokulam Kerala FC    | 1    |
| 5    | Umida Zoirova (en)      | FK Bunyodkor         | 1    |